# Río Indio (Donoso)
Río Indio è un comune (corregimiento) della Repubblica di Panama situato nel distretto di Donoso, provincia di Colón. Si estende su una superficie di 36,4 km² e conta una popolazione di 1.044 abitanti (censimento 2010).